# Donna Vekić
Donna Vekić (Osijek, Croàcia, 28 de juny de 1996) és una tennista professional croata.
Ha guanyat quatre títols individuals, el primer sent encara menor d'edat, i ha arribat al 19è lloc del rànquing individual. Va jugar el primer partit amb l'equip croat de la Fed Cup quan només tenia 16 anys.
Va guanyar la medalla d'argent als Jocs Olímpics de París 2024 en la modalitat individual després de ser derrotada per la xinesa Zheng Qinwen en la final.

## Jocs Olímpics

### Individual
| Any  | Campionat                    | Oponent      | Resultat |
| ---- | ---------------------------- | ------------ | -------- |
| 2024 | Jocs Olímpics, París, França | Zheng Qinwen | 2−6, 3−6 |

## Palmarès

### Individual: 14 (4−10)
| 2009 − 2020              | Després de 2021 |
| ------------------------ | --------------- |
| Grand Slam (0−0)         |                 |
| Jocs Olímpics Argent (1) |                 |
| WTA Finals (0−0)         |                 |
| Premier Mandatory (0−0)  | WTA 1000 (0−0)  |
| Premier 5 (0−0)          | WTA 1000 (0−0)  |
| Premier (0−1)            | WTA 500 (0−2)   |
| International (2−5)      | WTA 250 (2−1)   |

| Títols per superfície |
| --------------------- |
| Dura (3−5)            |
| Gespa (1−4)           |
| Terra batuda (0−0)    |

| Resultat   | Núm. | Data                   | Torneig                      | Superfície   | Oponent             | Marcador            |
| ---------- | ---- | ---------------------- | ---------------------------- | ------------ | ------------------- | ------------------- |
| Finalista  | 1.   | 16 de setembre de 2012 | Taixkent, Uzbekistan         | Dura         | Irina-Camelia Begu  | 4−6, 4−6            |
| Finalista  | 2.   | 16 de juny de 2013     | Birmingham, Regne Unit       | Gespa        | Daniela Hantuchová  | 6−7(5), 4−6         |
| Guanyadora | 1.   | 20 d'abril de 2014     | Kuala Lumpur, Malàisia       | Dura         | Dominika Cibulková  | 5−7, 7−5, 7−6(4)    |
| Finalista  | 3.   | 3 d'octubre de 2016    | Taixkent (2)                 | Dura         | Nao Hibino          | 2−6, 2−6            |
| Guanyadora | 2.   | 18 de juny de 2017     | Nottingham, Regne Unit       | Gespa        | Johanna Konta       | 2−6, 7−6(3), 7−5    |
| Finalista  | 4.   | 5 d'agost de 2018      | Washington DC, Estats Units  | Dura         | Svetlana Kuznetsova | 6−4, 6−7(7), 2−6    |
| Finalista  | 5.   | 3 de febrer de 2019    | Sant Petersburg, Rússia      | Dura (i)     | Kiki Bertens        | 6−7(2), 4−6         |
| Finalista  | 6.   | 16 de juny de 2019     | Nottingham                   | Gespa        | Caroline Garcia     | 6−2, 6−7(4), 6−7(4) |
| Guanyadora | 3.   | 31 d'octubre de 2021   | Courmayeur, Itàlia           | Dura (i)     | Clara Tauson        | 7−6(3), 6−2         |
| Finalista  | 7.   | 16 d'octubre de 2022   | San Diego, Estats Units      | Dura         | Iga Świątek         | 3−6, 6−3, 0−6       |
| Guanyadora | 4.   | 5 de març de 2023      | Monterrey, Mèxic             | Dura         | Caroline Garcia     | 6−4, 3−6, 7−5       |
| Finalista  | 8.   | 25 de juny de 2023     | Berlín, Alemanya             | Gespa        | Petra Kvitová       | 2−6, 6−7(6)         |
| Finalista  | 9.   | 29 de juny de 2024     | Bad Homburg, Alemanya        | Gespa        | Diana Shnaider      | 3−6, 6−2, 3−6       |
| Finalista  | 10.  | 3 d'agost de 2024      | Jocs Olímpics, París, França | Terra batuda | Zheng Qinwen        | 2−6, 3−6            |

### Equips: 1 (1−0)
| Resultat  | Núm. | Data                 | Torneig                   | Superfície   | Equip       | Oponents                  | Marcador |
| --------- | ---- | -------------------- | ------------------------- | ------------ | ----------- | ------------------------- | -------- |
| Guanyador | 1.   | 23 de juliol de 2023 | Copa Hopman, Niça, França | Terra batuda | Borna Ćorić | Céline Naef Leandro Riedi | 2−0      |

## Trajectòria

### Individual
| Open d'Austràlia | A   | 2R          | 1R          | 1R          | 1R   | 2R          | 2R          | 2R          | 3R          | 4R          | 1R          | QF | 1R | 0 / 12    | 13 – 12   |
| Roland Garros | A   | 1R          | 1R          | 3R          | 1R   | 1R          | 2R          | 4R          | 1R          | 1R          | 2R          | 2R | 3R | 0 / 12    | 10 – 12   |
| Wimbledon | A   | 1R          | 2R          | Q2          | 1R   | 2R          | 4R          | 1R          | NC          | 2R          | 1R          | 3R |    | 0 / 12    | 8 – 12    |
| US Open | Q3  | 2R          | 1R          | Q2          | Q3   | 3R          | 1R          | QF          | 3R          | 1R          | 1R          | 1R |    | 0 / 9     | 8 – 9     |
| Jocs Olímpics | A   | No celebrat | No celebrat | No celebrat | A    | No celebrat | No celebrat | No celebrat | No celebrat | 3R          | NC          | NC |    | 0 / 1     | 2 – 1     |
| WTA Elite Trophy | A   | A           | A           | A           | A    | A           | A           | RR          | No celebrat | No celebrat | No celebrat | RR |    | 0 / 2     | 0 – 4     |
| Total Victòries−Derrotes | 4−1 | 12−12       | 12−18       | 10−10       | 4−16 | 16−21       | 31−24       | 35−24       | 8−11        | 16−15       |             |    |    | 148 – 153 | 148 – 153 |
| Rànquing a final d'any | 118 | 86          | 84          | 105         | 101  | 56          | 34          | 19          | 32          | 67          |             |    |    |           |           |
| Llegenda: G: Guanyadora; F: Finalista; SF: Semifinalista; QF: Quarts de final; Q: Qualificació; A: Absent; RR: Round Robin; |     |             |             |             |      |             |             |             |             |             |             |    |    |           |           |

### Dobles femenins
| Open d'Austràlia | A | A           | 1R          | 2R          | A    | A           | 2R          | 1R          | A           | A   | A    | 1R | 1R | 0 / 6 | 2 – 6 |
| Roland Garros | A | A           | 1R          | A           | A    | 1R          | 2R          | A           | A           | A   | A    |    |    | 0 / 3 | 1 – 3 |
| Wimbledon | A | A           | 1R          | A           | 1R   | 1R          | 1R          | A           | NC          | A   | A    | 1R |    | 0 / 5 | 0 – 5 |
| US Open | A | 1R          | 1R          | A           | A    | 1R          | A           | A           | A           | A   | 1R   | 3R |    | 0 / 5 | 2 – 5 |
| Jocs Olímpics | A | No celebrat | No celebrat | No celebrat | A    | No celebrat | No celebrat | No celebrat | No celebrat | 2R  | NC   | NC |    | 0 / 1 | 1 – 1 |
| Rànquing a final d'any | – | –           | 650         | 371         | 1094 | 374         | 260         | 224         | 202         | 391 | 1250 |    |    |       |       |
| Llegenda: G: Guanyadora; F: Finalista; SF: Semifinalista; QF: Quarts de final; Q: Qualificació; A: Absent; RR: Round Robin; |   |             |             |             |      |             |             |             |             |     |      |    |    |       |       |